# Варвар і гейша
Варвар і Гейша (англ. The Barbarian and the Geisha) — американський біографічний драматичний фільм 1958 року з технологіями CinemaScope та DeLuxe Color від кінокомпанії 20th Century Fox. Продюсер фільму Юджин Френке, режисер Джон Г'юстон, в ролях Джон Вейн, Сем Джаффе та японська актриса Ейко Андо. Фільм знімали в основному в Японії.

## Сюжет
У 1856 році, Таунсенд Гарріс (Джон Вейн) призначений Президентом США Франкліном Пірсом першим генеральним консулом Японії. Після приїзду Гарріс виявляє, що японці з недовірою відносяться до усіх іноземців. Харріс поступово завойовує повагу місцевого губернатора та довіру місцевих жителів міста і, врешті-решт, отримує аудієнцію у Сьоґуна.   

## У ролях
- Джон Вейн — Таунсенд Гарріс
- Ейко Андо — Окічі
- Сем Джаффе — Генрі Гюскен
- Со Ямамура  — губернатор Барон Тамура
- Хіроши Ямато — Сьоґун

## Виробництво
Режисер Ентоні Манн продав права на цю історію компанії 20th Century Fox після того, як не зміг знайти велику зірку на головну роль у фільмі. 
Перед прем'єрою фільм був ретельно перемонтований студією, через що Джон Г'юстон навіть хотів, щоб його ім’я було видалено з титрів.  Г'юстон хотів зняти повністю японський фільм з візуальної точки зору та сюжету, але, за його словами, лише кілька епізодів у театральній версії залишилися такими, як він їх задумав. 

## Прийняття
Фільм провалився у прокаті. Попри гнів Г'юстона через втручання студії у виробництво, Нью-Йорк Таймз дав фільму позитивну оцінку. 

## Домашнє відео
Варвар і Гейша було випущено 8 травня 2012 року у вигляді комбінованого Blu-ray та DVD сету. 